# Albert Bertelsen
Albert Bertelsen, född 17 november 1921 i Vejle, död 10 december 2019 i Vejle, var en dansk konstnär. Albert Bertelsen har illustrerat många böcker, bland annat sagor av H.C. Andersen.